# Línguas ânglicas
As línguas ânglicas (do latim: anglicus, "inglês"), também referidas como línguas anglo-frísias insulares e línguas inglesas, é uma subdivisão dentro das línguas anglo-frisãs (que são parte das línguas germânicas ocidentais).

## História
As línguas ânglicas são a subdivisão das línguas anglo-frisãs faladas nas ilhas Britânicas. Todas as línguas desse ramo descendem do inglês antigo.
| Ascendência das línguas ânglicas | Ascendência das línguas ânglicas |
| -------------------------------- | -------------------------------- |
| Inglês antigo                    |                                  |
| Escocês médio                    | Inglês médio                     |
| Escocês moderno                  | Inglês moderno                   |